# 4Service Group
4Service Group – перший в Україні провайдер послуги «Таємний покупець». Засноване в Києві міжнародне дослідницьке агентство, що спеціалізується на проектах з оцінки та покращення якості обслуговування клієнтів сервісних компаній. Володіє найбільшою мережею «таємних покупців» у СНД.
Операційні офіси компанії знаходяться у Києві, Відні, Бухаресті та Алмати. Компанія веде діяльність у 50 країнах Центральної та Східної Європи, Балкан, Закавказзя та Центральної Азії.
Кількість «таємних покупців», що співпрацюють з 4Service, перевищує 200 000 людей (на 2015 р.) За час роботи компанія виконала більше 1 000 000 перевірок якості обслуговування.

## Офіси компанії
- Австрія: Відень
- Україна: Київ
- Словаччина: Братислава
- Румунія: Бухарест[2]
- Казахстан: Алмати
- Туреччина: Стамбул
- Азербайджан: Баку
- Грузія: Тбілісі

## Історія
Компанія була заснована в 2001 році київським підприємцем Олексієм Цисарем. До 2005 року – єдиний провайдер послуги «таємний покупець» в Україні. Згодом, компанія вийшла на ринки Росії та Казахстану, і продовжує розширювати покриття, яке наразі становить 50 країн.
2005 року компанія стає членом MSPA Europe [Архівовано 22 червня 2015 у Wayback Machine.] – міжнародної асоціації провайдерів послуги Mystery Shopping.
2011 року заснований підрозділ Scheduling Worldwide by 4Service – партнер-підрядник глобальних провайдерів послуги Mystery Shopping. На 2015 рік проекти Scheduling Worldwide by 4Service охоплюють всі країни Європи.
2014 року компанія здобула перемогу у престижній премії «HR-Brand Росія» і «HR-Brand Україна» в номінації «Світ» з проектом «Планета сервісу чи Віддалені співробітники близькі до компанії».
2014 року 4Service Group змінює статус на австрійський холдинг зі штаб-квартирою у Відні. Назва змінилась на 4Service Holdings GmbH.
У березні 2015 року 4Service Group приєдналась до ESOMAR – Всесвітньої  асоціації соціологічних і маркетингових досліджень.

## Основні послуги

### «Таємний покупець»
Метод перевірки якості обслуговування, за допомогою підготованих працівників, що відвідують роздрібні сервісні компанії під виглядом звичайних клієнтів.

### NPS-менеджмент - індекс лояльності клієнтів
Вимірювання індексу лояльності клієнтів і комплексна система активного покращення сервісу, яка має на меті перетворення “критиків” компанії на «промоутерів».

### Web Social Media
Дослідження емоційного фону користувачів соціальних медіа по відношенню до бренду. Дозволяє відслідковувати згадки про компанію і корегувати репутацію online.

### Guest track
Online управління лояльністю та відгуками. Гнучка персоналізована платформа, що заохочує клієнтів залишати відгуки про компанію, дозволяє миттєво обробляти відгуки і покращувати показники якості сервісу за допомогою системи тикетів.

## Сфери перевірки
- банки і фінансові організації
- телекомунікації
- мережі АЗС
- роздрібні мережі
- ресторани
- автосектор
- готелі
- електроніка
- FMCG